# Kovpîta, Cernihiv
Kovpîta (în ucraineană Ковпита) este localitatea de reședință a comunei Kovpîta din raionul Cernihiv, regiunea Cernihiv, Ucraina.

## Demografie
Componența lingvistică a localității Kovpîta
     Ucraineană (97,88%)
     Rusă (2,05%)
     Alte limbi (0,07%)
Conform recensământului din 2001, majoritatea populației localității Kovpîta era vorbitoare de ucraineană (97,88%), existând în minoritate și vorbitori de rusă (2,05%).